# 盧慶齢
盧 慶齢（朝鮮語: 노경령）は、朝鮮氏族の延日盧氏の始祖である。
中国唐の翰林学士を務めていた時に新羅に派遣された盧穂の息子の盧増の息子として生まれた。
父親の盧増は、新羅時代に功を挙げたことから延日伯に封じられている。